# Albert Depré
Pour les articles homonymes, voir Depré.
Albert Depré, né le 11 mars 1861 à Paris et mort  le 26 novembre 1937 à Neuilly-sur-Seine, est un peintre français.

## Biographie
Fils d'un huissier, Albert Depré naît le 11 mars 1861 dans le 2e arrondissement de Paris. Il est le frère de l'écrivain Ernest Depré.
Élève de Jules Lefebvre, François Flameng, Tony Robert-Fleury et Gabriel Ferrier aux Beaux-arts de Paris, peintre principalement paysagiste en un style marqué par l'impressionnisme, très inspiré par la Bretagne, il expose à partir de 1887 au Salon des artistes français, de façon régulière et dont il devient membre ; il y présente, entre 1907 et 1912, des portraits de personnalités du music-hall et du théâtre, et, en 1929, une toile remarquée, Ajoncs en Bretagne.
Il expose au Salon d'Automne de 1904, une série de gravures.
Il meurt le 26 novembre 1937 en son domicile à Neuilly-sur-Seine et ses obsèques sont célébrées au temple protestant de Neuilly.
|                              |
| Amélie Élie, portrait, 1902. |

|                                                                             |
| Alfred Jacque dans le rôle de Ferdinand Beulemans, portrait, Salon de 1910. |